# Алиса Антиохијска
Алиса Антиохијска (око 1110 - након 1136) била је владарка кнежевине Антиохије од 1126. до 1130. године.

## Биографија
Алиса је ћерка Балдуина II Јерусалимског и Морфије од Мелитене. Имала је три сестре (Мелисенду, Ходиерну и Жовету) и била је тетка јерусалимских краљева Балдуина III и Амалрика I.
Након битке код Балата 1119. године и погибије Руђера од Салерна, Балдуин постаје регент кнежевине Антиохије. Владао је уместо малолетног Боемунда II Антиохијског, сина Боемунда Тарентског. Када је Боемунд 1127. године дошао у Свету земљу са захтевом да му се преда кнежевина Антиохија, Балдуин га је оженио својом ћерком обезбеђујући тако верност ове важне крсташке државе.
Када је Боемунд 1130. године погинуо у борби са Данишмендима, Балдуин се вратио у Антиохију да преузме власт, али је Алиса одбила да му отвори капије града. Покушала је да склопи савез са Зенгијем, господарем Алепа и Мосула. Племићи верни јерусалимском краљу отворили су му капије града. Алиса је побегла у цитаделу. На наговор свога оца који је обећао да ће јој опростити, сишла је са цитаделе и бацила му се пред ноге. Балдуин јој је стварно опростио, одузео јој власт над градом, али јој дозволио да задржи Латакију и Џабалу. Након смрти Балдуина и Жосцелина од Куртенеа, покушала је да уз помоћ Понса од Триполија и Жосцелина II поврати контролу над градом, али је овај покушај пропао одустајањем њених савезника. Због тога је 1135. године склопила савез са Византијом против Антиохије. Желела је да своју ћерку Констанцу уда за византијског принца. И овај покушај је завршен неуспехом. Алиса је умрла након 1136. године.

## Породично стабло
|  |                            |  |  |  |  |  |  |  |  |  |  |  |  |  |  |  |
|  | 4. Иго I Ретел             |  |  |  |  |  |  |  |  |  |  |  |  |  |  |  |
|  |                            |  |  |  |  |  |  |  |  |  |  |  |  |  |  |  |
|  |                            |  |  |  |  |  |  |  |  |  |  |  |  |  |  |  |
|  | 2. Балдуин II Јерусалимски |  |  |  |  |  |  |  |  |  |  |  |  |  |  |  |
|  |                            |  |  |  |  |  |  |  |  |  |  |  |  |  |  |  |
|  |                            |  |  |  |  |  |  |  |  |  |  |  |  |  |  |  |
|  | 5. Мелисенда Ретел         |  |  |  |  |  |  |  |  |  |  |  |  |  |  |  |
|  |                            |  |  |  |  |  |  |  |  |  |  |  |  |  |  |  |
|  |                            |  |  |  |  |  |  |  |  |  |  |  |  |  |  |  |
|  | 1. Алиса Антиохијска       |  |  |  |  |  |  |  |  |  |  |  |  |  |  |  |
|  |                            |  |  |  |  |  |  |  |  |  |  |  |  |  |  |  |
|  |                            |  |  |  |  |  |  |  |  |  |  |  |  |  |  |  |
|  | 6. Габријел од Мелитене    |  |  |  |  |  |  |  |  |  |  |  |  |  |  |  |
|  |                            |  |  |  |  |  |  |  |  |  |  |  |  |  |  |  |
|  |                            |  |  |  |  |  |  |  |  |  |  |  |  |  |  |  |
|  | 3. Морфија од Мелитене     |  |  |  |  |  |  |  |  |  |  |  |  |  |  |  |
|  |                            |  |  |  |  |  |  |  |  |  |  |  |  |  |  |  |
|  |                            |  |  |  |  |  |  |  |  |  |  |  |  |  |  |  |